# Орлов, Сергей Сергеевич (врач)
Серге́й Серге́евич Орло́в (1864—1927) — врач-гигиенист, профессор Московского университета. 

## Биография
Его дед был купцом 2-й гильдии, но отец был записан как мещанин. 
Окончил московскую гимназию Л. И. Поливанова (1883) и медицинский факультет Московского университета (1888) со степенью лекаря и званием уездного врача. Начал службу экстерном при родильном приюте московской Голицинской больницы и статистиком московского губернского земства. Слушал курс санитарных исследований, который для врачей читал Ф. Ф. Эрисман и, одновременно, работал в гигиенической лаборатории Московского университета.
В 1890 году в течение полугода изучал бактериологию и гигиену в Цюрихском университете у профессора Абельянца, затем некоторое время занимался в Мюнхенском гигиеническом институте у Эммериха. В июле 1891 года был утверждён сверхштатным лаборантом Гигиенического института Московского университета; одновременно работал врачом-лаборантом Московской губернской санитарной станции при этом же институте. Вёл активную научную деятельность, публиковал статьи по проблемам лабораторной методики исследования различных пищевых продуктов, питьевых и сточных вод, красящих веществ, дезинфекционных средств, строительных материалов и т. п. В октябре 1905 года за диссертацию «Грунтовая вода Москвы и её кладбищ. Сравнительная оценка грунтовой воды в канализованных и неканализированных владениях» был удостоен учёной степени доктора медицины. В период 1905—1910 гг. много работал за границей: в Швейцарии, Франции, германии, Италии.
С 1905 года — прозектор, с мая 1911 года — экстраординарный профессор по кафедре гигиены Московского университета. В 1909—1916 заведовал Московской городской санитарной станцией. Одновременно в 1912—1924 годах состоял профессором Московского коммерческого института: читал курс школьной гигиены, с 1914 года — специальные эпидемические курсы по подготовке дезинфекторов.
В 1919—1922 гг. в связи с проблемой голода в России С. С. Орлов интенсивно занимался вопросами питания: исследовал разнообразные суррогаты пищевых продуктов, рассматривал возможность применения человеком в пищу мяса тюленя и акулы, канареечного семени и других продуктов, был председателем конкурсной комиссии на приготовление лучшего суррогата печёного хлеба.
В 1924 году оставил преподавание и был назначен консультантом, а позже заместителем директора Санитарно-гигиенического института Наркомздрава РСФСР. В институте занимался вопросами экспериментальной пищевой гигиены, читал популярные лекции, преподавал на краткосрочных курсах поваров и пекарей, а на ежегодных курсах усовершенствования санитарных врачей читал лекции по гигиене почвы, жилища, питания. Член Учёного медицинского совета при Наркомздраве, член пищевой секции при НТС Высшего совета народного хозяйства.
Умер скоропостижно от приступа грудной жабы. Похоронен на Дорогомиловском кладбище.